# EclipseLink
EclipseLink — свободный фреймворк для языка программирования Java, предназначенный для решения задач объектно-реляционного отображения ORM. Разрабатывается Фондом Eclipse (Eclipse Foundation). Позволяет работать с разными сервисами данных, включая базы данных, веб-сервисы, Object XML mapping (OXM), и корпоративные информационные службы. EclipseLink поддерживает следующие стандарты персистирования данных:
- Java Persistence API (JPA)
- Java API for XML Binding (JAXB)
- Java Connector Architecture (JCA)
- en:Service Data Objects (SDO).

EclipseLink основан на исходных кодах другого проекта — en:TopLink, что стало возможным благодаря передаче исходных кодов фирмой Oracle. EclipseLink основан на кодовой базе TopLink 11g, и сохранены все основные возможности, кроме небольшого их числа, в основном связанных с EJB 2 CMP и некоторых специфических сервисов связанных с интеграцией и поддержкой сервера приложений Oracle AS.  Также были изменены названия пакетов и вынесена часть кода и настроек конфигурации.
EclipseLink является перспективным путём развития механизма персистирования данных. Предполагается что EclipseLink будет включён в следующую версию Oracle TopLink и Oracle AS.
EclipseLink также имеет поддержку OSGi-окружения.
Sun Microsystems выбрала EclipseLink в качестве эталонной реализации JPA 2.0.

## Вебинар
- EclipseLink Project and its Persistence Services (недоступная ссылка) by Doug Clarke
- Developing Java Persistence API Applications with the NetBeans IDE and EclipseLink by Andrei Badea and Doug Clarke at JavaOne 2008